# Balzi Rossi

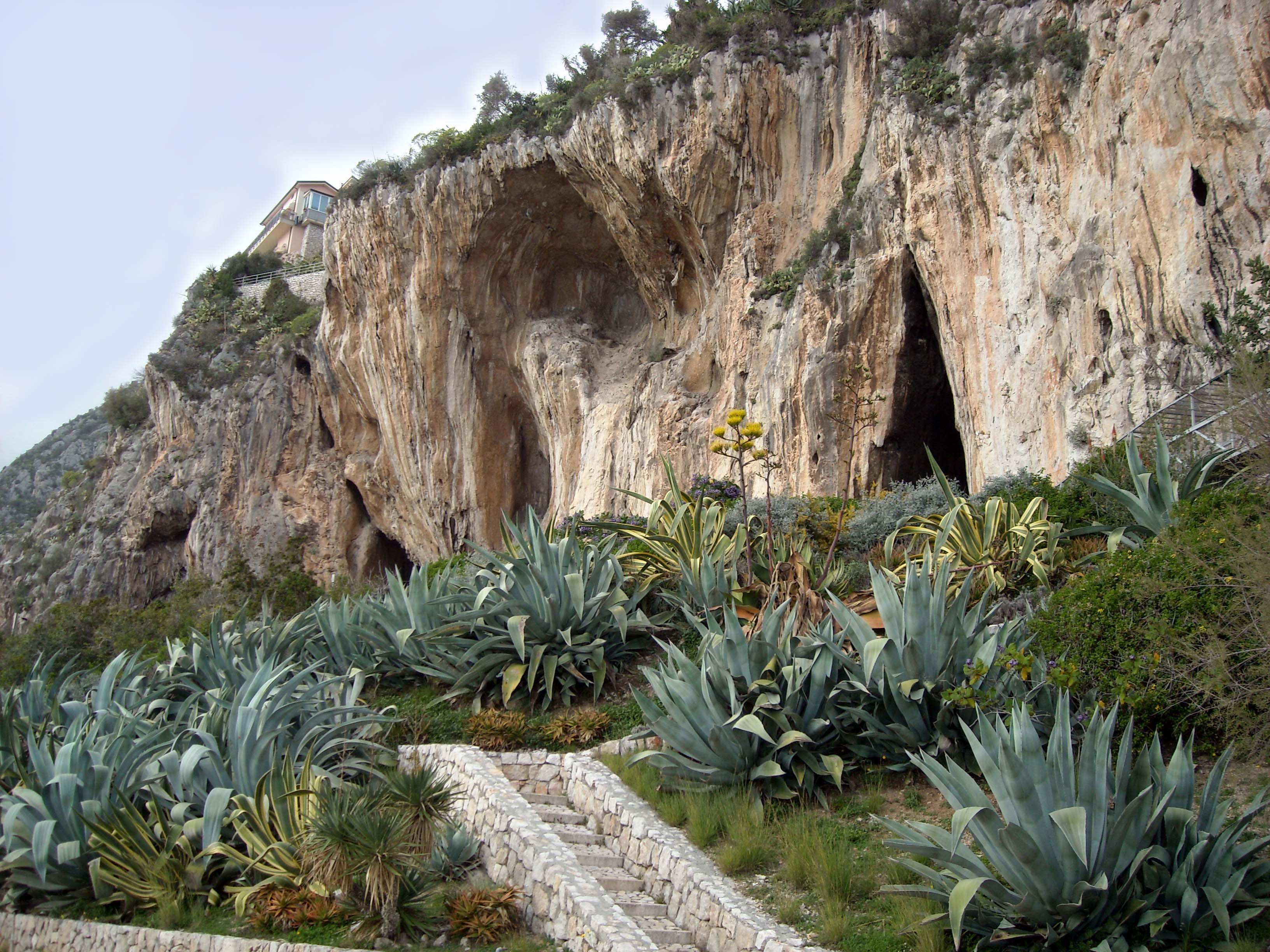
Les diferents coves

Balzi Rossi és un topònim que es dona a una platja, un museu i un complex de coves on es va descobrir, a mitjans de segle xix, diversos objectes de l'època Paleolítica. El jaciment arqueològic està situat a la Ligúria, a la rodalia de la Frazione Grimaldi de Ventimiglia (Província d'Imperia), no gaire lluny del pas fronterer de Ponte San Ludovico i de Menton.
El nom és a causa del color de la roca, un penya-segat d'uns 100 metres d'alt format per pedra calcària dolomítica rica en minerals ferrosos.

## Característiques
El complex està format per una quinzena de cavitats, de les quals les més importants són (d'oest a est):
- La Grotta del Conte Costantini
- La Grotta dei Fanciulli
- La Grotta di Florestano, anomenada en honor del Príncep de Mònaco que, en 1846, va finançar les primeres excavacions.
- El Riparo Mochi
- La Grotta del Caviglione
- La Barma Gran ( Barma és a dir, «cova» en l'idioma local)
- La Grotta del Príncep, la més gran (35×18×22 metres)

Entre les nombroses troballes de les coves hi ha, a més de restes animals de diverses èpoques, sepultures humanes (en total una vintena), variats objectes (entre ells, estatuetes com les Venus de Balzi Rossi, adorns, estris en pedra) i fins i tot un gravat rupestre representant un cavall. Almenys set dels esquelets descoberts es relacionen amb la presència de l'home de Cromanyó, la versió local es diu Uomo di Grimaldi («Home de Grimaldi»).
Al costat de les coves hi ha un petit museu prehistòric, fundat l'any 1898 per Sir Thomas Hanbury, ampliat i renovat l'any 1994,que custòdia alguns dels esquelets i dels objectes recuperats en el jaciment.

## Les principals sepultures
Les principals sepultures són les següents:
- La sepultura individual, descoberta en 1872 per Émile Rivière a la Grotta del Caviglione (Uomo di Mentone): es tracta d'un individu d'alta estatura, sepultat sobre el costat esquerre amb les mans prop de la cara i amb les cames doblegades.
- La sepultura doble, descoberta en 1874 per Émile Rivière a la Grotta dei Fanciulli, de dos nens tombats sobre el dors amb les cames doblegades (aquest fet dona el nom de la caverna).
- La sepultura triple, constituïda per tres esquelets descoberta a 1892 a la Barma Gran, es tracta d'un home adult i dos joves, de sexe sense identificar, disposats en paral·lel a la mateixa fossa i enterrats al costat d'un ric aixovar funerari.
- La sepultura doble, descoberta en 1901 pel canonge Louis de Villeneuve a la Grotta dei Fanciulli, formada per una dona anciana i un adolescent, disposats en la mateixa fossa en posició apinyada.

És a aquests últims individus, en particular, que es deu la definició de negroidi di Grimaldi («negroides de Grimaldi»), per la seva morfologia anàloga al tipus humà negre i de modern, com el nas ample (camerrinia) o la pelvis alta i estreta. Ella feia 1,59 metres d'alt i ell 1,56 metres.
S. Sergi proposà l'any 1967 que els Grimaldiani van ser d'origen africà, però l'opinió més difosa és que la semblança amb els negroides no impliquen un lligam genètic. H. Vallois nega fins i tot l'afinitat.

## La Via Júlia Augusta
Deixant el cap de la Mortola, la via Julia Augusta seguia el seu itinerari cap a Cemenelum travessant el penya-segat Balzi Rossi.
En els Balzi Rossi després de la construcció de la línia ferroviària Ventimiglia - Niça i els danys causats per la Segona Guerra Mundial, és difícil trobar les traces conservades de l'antiga calçada romana. Només s'hi pot veure un tall excavat a la roca que permetia el pas, gairebé a la riba de la mar, de la via romana.